# Rufaro Stadium
Il Rufaro Stadium di Harare è uno stadio multifunzionale di Harare, Zimbabwe e casa del Dynamos e del Harare City F.C. attualmente è usato principalmente per partite di calcio e ha una capacità di 60.000 posti.
La FIFA ha incentivato alla sostituzione del manto d'erba naturale con uno di erba sintetica, questo tipo di sintetico chiamato sintetico Xtreme è stato prodotto installato da Act Global, tuttavia è stato rimosso alla fine della stagione 2016 a causa delle sue pessime condizioni e all'inizio di aprile del 2017 per la nuova stagione fu installato un nuovo manto d'erba naturale